# Nemoria strigaria
Nemoria strigaria là một loài bướm đêm trong họ Geometridae.